# Shuijing zhu
Das Shuijing zhu (chinesisch 水經注 / 水经注, Pinyin Shuǐjīng zhù, W.-G. Shui-ching chu – „Kommentar zum Klassiker der Flüsse, Kommentar zum Buch der Gewässer, Gewässerbuch-Kommentar, Kommentar zum Gewässerklassiker, Gewässer-Klassiker mit Kommentar etc.“) ist ein historischer geographischer Kommentar in 40 Kapiteln von Li Daoyuan (酈道元 / 郦道元,  Li Tao-yüan; † 527) aus der Zeit der Fremdherrschaft der Nördlichen Wei-Dynastie. 
Das ursprüngliche Werk Shuijing (水經 / 水经; Klassiker der Flüsse, Buch der Gewässer, Gewässerbuch, Gewässerklassiker etc.) ist verloren.
Die Verläufe der einzelnen Flüsse bestimmen die Gliederung des Werkes. Es schildert Quellen und Verläufe der Flüsse, die Geographie ihrer Einzugsgebiete und liefert wichtige Angaben zu Land und Leuten.

## Shuijing
Das ursprüngliche Werk Shuijing (水经) wurde traditionell Sang Qin (桑钦) aus der Zeit der Han-Dynastie zugeschrieben, nach Meinung von Gelehrten aus der Zeit der Qing-Dynastie (Dai Zhen u. a.) stammt es wahrscheinlich aus der Zeit der Drei Reiche. Es wurde von Guo Pu (郭璞; 276–324) kommentiert, von den Kommentaren ist nur noch die umfangreiche Überarbeitung des Li Daoyuan erhalten. Er erweiterte die ursprüngliche Zahl von 137 Flüssen um 1252 auf 1389.

## Editionen
Eine fotografische Reproduktion der Wuyingdian Juzhenban-Ausgabe (武英殿聚珍版本) des Dai Zhen (1724–1777) ist in der Bücherreihe Sibu congkan 四部丛刊 enthalten. 
- (Ming) Zhu Mouwei 朱谋玮: Shuijing zhu jian 水经注笺
- (Qing) Zhao Yiqing 赵一清: Shuijing zhu shi 水经注释 (Siku quanshu 四库全书)
- (Qing) Wang Xianqian 王先谦: Hejiao Shuijing zhu 合校水经注 (Guangxu ershisan nian [1897] Xinhua sanwei shuwu ben, fotografische Reproduktion des Bashu shushe 光绪二十三年新化三味书屋本, 巴蜀书社1985年影印)
- Yang Shoujing 杨守敬: Shuijing zhu shu 水经注疏 (Kexue chubanshe yingyin 科学出版社影印, 1957)
- Yang Shoujing 杨守敬 & Xiong Huizhen 熊会贞: Shuijing zhu tu 水经注图
- Wang Guowei 王国维: Shuijing zhu jiao 水经注校 (Shanghai renmin chubanshe 上海人民出版社, 1984)